# Vaiana 2
Moana 2 este un film american de animație regizat de David G. Derrick Jr., Jason Hand, Dana Ledoux Miller. Este continuarea primului film Moana din anul 2016.